# Псільське
Псі́льське (колишні назви — Злодіївка; Псьолівка) — село в Україні Миргородського району Полтавської області. Населення станом на 2001 рік становило 49 осіб.

## Географія
Село Псільське знаходиться на правому березі річки Псел, вище за течією на відстані 1,5 км розташоване село Устивиця, нижче за течією на відстані 10 км розташоване селище Велика Багачка.
Віддаль до районного центру — 30 км. Найближча залізнична станція Гоголеве — за 11 км.

## Історія
Село Псільське виникло у XVIII ст. під назвою Злодіївка і належало до Устивицької сотні Миргородського полку Київського намісництва.
За переписом 1859 року у власницькому селі Злодіївка при річці Псел було 12 дворів, 79 жителів.
За переписом 1900 року село Злодіївка Устивицької волості Миргородського повіту Полтавської губернії мало 38 дворів, 328 жителів.
У 1912 році в селі було 146 жителів.
У січні 1918 року в селі розпочалась радянська окупація.
У 1926 році Псільське входило до Устивицького району Лубенської округи.
У 1932–1933 роках внаслідок Голодомору, проведеного радянським урядом, у селі загинуло 39 мешканців.
З 16 вересня 1941 по 19 вересня 1943 року Псільське було окуповане німецько-фашистськими військами.
До 2019 року орган місцевого самоврядування — Устивицька сільська рада.

## Псільське і Тарас Шевченко
У 1845 році Тарас Шевченко жив у с. Мар’янському в О. Лук’яновича. За спогадами А. Татарчука, в червні поет разом з О. Лук’яновичем кілька разів їздив у Злодіївку для купання в р. Пслі, причому іноді вони заїжджали до місцевого поміщика Зам'ятніна [джерело?].

## Відомі уродженці села
- Псьол Глафіра Іванівна (1823–1886) — художниця
- Псьол Олександра Іванівна (1817–1887) — поетеса